# Sharpull Terrier
El Sharpull Terrier es una raza canina ya reconocida en el 2018 por la U.K.C y las  federaciónes cinológica.
Una mezcla entre pit bull y shar pei también se llama sharpull terrier. El sharpull terrier es sólido y musculoso como un pit bull, pero está cubierto de piel arrugada en la parte superior como el shar pei. esta mezcla no es reconocida por el UKC, pero sí por el Registro Internacional de Diseño Canino/IDCR)  y el Registro de Razas de Perro. La mezcla entre pit bull y shar pei es un perro poderoso y recomendado solamente para dueños de perros avanzados.

## Raza de los padres
Para entender más la mezcla entre pit bull y shar pei, debes entender la raza de los padres. El shar pei chino es conocido por su devoción hacia su dueño, así como también por ser un perro vigilante alerta, y es un perro bastante enérgico. Del mismo modo, un pit bull es un perro inteligente y afectuoso, conocido por su energía y habilidades atléticas. Ambas razas requieren de ejercicios regulares, entrenamiento y socialización. Los shar peis y los pit bulls son perros leales muy protectores con sus dueños. Ambos requieren de un líder fuerte y consistente ya que pueden ser muy testarudos, pero también responden bien a refuerzos positivos. 

## Atributos físicos
Cuando mezclas un pit bull con un shar pei, el resultado es un perro de tamaño mediano y macizo, de aproximadamente 60 libras (27 kg). Estos perros suelen tener arrugas y piel suelta en la parte superior como los shar peis. También son conocidos por tener patas pequeñas y un pelaje de largo mediano. 

## Temperamento y entrenamiento
Es un perro compañero que ama estar en la compañía de su dueño. Las mezclas de pit bull y shar pei son perros inteligentes que también heredan las cualidades testarudas de las razas. Por ello, es importante que el entrenamiento y la socialización comiencen tan pronto como sea posible. Su naturaleza testaruda puede afectar el entrenamiento en algunos casos, por lo que se recomienda entrenar con un profesional. Los sharpulls son perros tranquilos, conocidos por no ladrar mucho. En la presencia de personas nuevas, el shapull puede ser distante o dominante.

## Salud
Las mezclas de pitbull y shar pei suelen ser perros saludables; sin embargo, existen algunas cuestiones de salud a tener en cuenta. El sharpull necesita ejercitarse de forma regular junto con una dieta saludable, ya que es susceptible a aumentar de peso. Los párpados invertidos y las infecciones de oído son comunes debido a los pliegues de la piel dados por la línea americana de Shar pei específicamente. estos pliegues pueden concentrar bacterias, causando una infección. El sharpull también puede acalorarse con facilidad porque el calor se acumula en los pliegues de la piel. Por ello, durante el ejercicio, se recomienda hacer cortes para tomar agua. 

## Recomendaciones
La mezcla de pit bull y shar pei es un perro fuerte, tanto de cuerpo como espíritu, y no se recomienda para dueños primerizos. Esta raza es más adecuada para dueños de perros más avanzados. Con el entrenamiento y la socialización adecuada, esta raza puede ser una mascota familiar excelente. Sin embargo, no se recomienda dejar a estos perros solos con bebés o niños pequeños. Con el ejercicio adecuado, el sharpull puede vivir muy feliz en un departamento.